# 涙がただこぼれるだけ
「涙がただこぼれるだけ」（なみだがただこぼれるだけ）は、2007年5月23日にSony Recordsからリリースされた松田聖子68枚目のシングル。

## 解説
作詞・作曲は本人。初回盤と通常盤の2種類がリリースされた。アルバム『Baby's breath』の先行シングル。
ミュージック・ビデオは、ケイン・コスギが出演している。2007年夏のコンサート・ツアー『SEIKO MATSUDA CONCERT TOUR 2007 Baby's breath』では、衣装替え時にその映像がフルコーラスで流れた。
2007-2008カウントダウン、2008年夏のコンサート・ツアー、2008-2009カウントダウン、2009年夏のコンサート・ツアーの最後の曲として歌唱。

## 収録曲
全作詞・作曲:Seiko Matsuda
1. 涙がただこぼれるだけ （5:04）
  - 編曲:小林信吾
2. 砂の上でくちづけしてね （3:57）
  - 編曲:髙見優
3. 涙がただこぼれるだけ（Backing Track） （5:04）
4. 砂の上でくちづけしてね（Backing Track） （3:57）

## 関連作品
- Baby's breath
- Premium Diamond Bible
- Diamond Bible
- Seiko Matsuda Best Ballad
- SEIKO STORY〜90s-00s HITS COLLECTION〜